# وزير الشؤون الداخلية (أستراليا)
وزير الشؤون الداخلية هو الوزير في الحكومة الأسترالية، وهو مسؤول عن وزارة أو إدارة الشؤون الداخلية. الوزيرة الحالية هي كلير أونيل من حزب العمل، والتي تشغل المنصب منذ 1 يونيو 2022 في الوزارة الألبانية.
تم إنشاء دائرة الشؤون الداخلية الحالية في ديسمبر 2017. بينما أنشئ القسم الأول بهذا الاسم في عام 1901، كواحد من الدوائر الحكومية الستة التي تم إنشاؤها في اتحاد أستراليا، وكانت الدائرة مسؤولاً عن مجموعة واسعة من المناطق التي لم تستحوذ عليها الأقسام الأخرى.

### قائمة مساعدي الوزراء للشؤون الداخلية
تم تعيين الأشخاص التالية أسماؤهم في منصب مساعد وزير الداخلية أو أي من المسميات المرتبطة بها:
| طلب | وزير          | حزب      | حزب           | رئيس الوزراء        | عنوان          | بداية المدة   | نهاية المدة | المدة في منصبه |
| --- | ------------- | -------- | ------------- | ------------------- | -------------- | ------------- | ----------- | -------------- |
| 1   | اليكس هوك     | ليبرالية | تيرنبول       | مساعد وزير الداخلية | 20 ديسمبر 2017 | 28 أغسطس 2018 | 251 أيام    |                |
| 2   | ليندا رينولدز | ليبرالية | 28 أغسطس 2018 | مساعد وزير الداخلية | 2 مارس 2019    | 186 أيام      |             |                |

### قائمة مساعدي الوزراء للجمارك وسلامة المجتمع وشؤون التعددية الثقافية
تم تعيين الأشخاص التالية أسماؤهم في منصب مساعد الوزير لشؤون الجمارك وسلامة المجتمع وشؤون التعددية الثقافية، أو أي من الألقاب ذات الصلة:
| طلب | وزير      | حزب      | حزب     | رئيس الوزراء                                                | عنوان        | بداية المدة  | نهاية المدة       | المدة في منصبه |
| --- | --------- | -------- | ------- | ----------------------------------------------------------- | ------------ | ------------ | ----------------- | -------------- |
| 1   | جيسون وود | ليبرالية | موريسون | مساعد الوزير للجمارك وسلامة المجتمع وشؤون التعددية الثقافية | 29 مايو 2019 | 22 مايو 2022 | 5 سنوات و297 أيام |                |